# 大崎博之
大崎 博之（おおさき ひろゆき、1971年9月8日 - ）は、日本の計算機科学者。博士（工学）。大阪大学大学院情報科学研究科准教授を経て、同教授。2021年同大学工学部教授。
1997年 大阪大学 博士（工学）　論文の題名は「Studies on Congestion Control Schemes for Best-Effort Traffic in ATM Networks(ATM網におけるベストエフォ-ト型トラヒックの輻輳制御方式に関する研究) 」。
専門は情報ネットワーク学。